# 크리스토프 코카르
크리스토프 브뤼노 토니 코카르(프랑스어: Christophe Bruno Tony Cocard, 1967년 11월 23일, 노르망디 지방 베르네 ~)는 프랑스의 전직 프로 축구 선수로, 현역 시절 미드필더로 활약했다. 그는 현역 시절 대부분을 오세르에서 보냈고, 같은 시기 프랑스 국가대표팀 일원으로 유로 1992에 참가했다.
그는 리옹, 스코틀랜드의 킬마녹, 그리고 중국의 광둥 훙위안에서 활약하기도 했다.

## 경력 통계

### 국가대표팀 득점 목록
아래의 점수에서 왼쪽의 점수가 프랑스의 점수이며, 점수 열은 소제가 득점한 후 득점 상황을 나타낸다.
| # | 날짜           | 경기장                  | 상대         | 점수 | 결과 | 대회             |
| - | -------------- | ----------------------- | ------------ | ---- | ---- | ---------------- |
| 1 | 1995년 9월 6일 | 프랑스 오세르 라베 데샹 | 아제르바이잔 | 10–0 | 10–0 | 유로 1996 예선전 |

## 수상
오세르
- 디비시옹 1: 1995–96
- 쿠프 드 프랑스: 1993–94, 1995–96

리옹
- 인터토토컵: 1997[2]